# Temnora inornatum
Temnora inornatum là một loài bướm đêm thuộc họ Sphingidae. Loài này có ở Nam Phi.
Chiều dài cánh trước khoảng 26 mm. Nó gần giống loài Temnora nitida.